# Alasmai
Alasmai (em árabe: ‏أبو سعيد عبد الملك ابن قريب الأصمعي; romaniz.: Abū Sa‘īd ‘Abd ul-Malik ibn Quraib;  Baçorá, c. 740 — Baçorá, 828/833), ou Asmai foi um filólogo árabe e um dos três principais gramáticos árabes da escola de Baçorá. Na corte do califa abássida, Harune Arraxide, como polímata e autor prolífico em filologia, poesia, genealogia e ciências naturais, foi pioneiro em estudos de zoologia na ciência anatômica animal-humana. Compilou uma importante antologia de poesia, a Asma'iyyat, e recebeu o crédito pela composição de um épico sobre a vida de Antara ibne Xadade. Um protegido de Calil ibne Amade Alfaraídi e Abu Amr al-Basri, foi contemporâneo e rival de Abu Ubaidá e Sibuyé, também da escola de Baçorá.
A biografia de Alasmai, de Ibne Nadim, segue a narrativa isnad ou a tradição da “cadeia de transmissão”. Ibne Nadim registra o relato escrito de Abū ‘Abd Allāh ibn Muqlah sobre o relato de Abu al-ʽAbbās Thaʽlab, indicando o nome completo de Alasmai como ‘Abd al-Malik ibn Qurayb ibn ‘Abd al-Malik ibn ‘Ali ibn Aṣma'ī ibn Muẓahhir ibn ‘Amr ibn ‘Abd Allah al-Bāhilī.
O biógrafo Ibne Calicane, do século XIII, chama Alasmai de “um mestre completo da língua árabe” e “o mais eminente de todos os transmissores da história oral e das raras expressões da língua”. Seu relato inclui anedotas coletadas de inúmeras aventuras.

## Biografia
Seu pai foi Qurayb Abū Bakr de 'Āṣim e seu filho foi Sa'īd. Ele pertencia à família do poeta Abū 'Uyaynah al-Muhallabī. Alasmai era descendente de Adnan e da tribo dos bahilíes. Tendo crescido estudando em Baçorá, ele gastou toda a sua riqueza na busca de conhecimento. Um vendedor de verduras no final de seu beco o repreendia para que arrumasse um emprego e desistisse de seus livros, então ele saía bem cedo e voltava tarde para evitá-lo. Mais tarde, o governador de Baçorá o levou ao conhecimento do califa Harune Arraxide, que o nomeou tutor de seus filhos, Alamim e Almamune. Dizia-se que Arraxide sofria de insônia e certa vez passou a noite toda conversando com Alasmai sobre poesia pré-islâmica e árabe antiga. Alasmai era popular entre os influentes vizires barmécidas e adquiriu riqueza como proprietário de imóveis em Baçorá. Alguns de seus protegidos alcançaram alta posição como literatos. Entre seus alunos estava o famoso músico Ishaq al-Mawsili. Após terminar a educação dos filhos de Arraxide, ele pediu ao califa que ordenasse ao povo de Baçorá que o saudasse em seu retorno e o honrasse depois disso. Durante três dias, a cidade o cumprimentou até que ele reencontrou o verdureiro e o contratou como representante.
Seu ambicioso objetivo de catalogar a língua árabe completa em sua forma mais pura levou-o a passar um período vagando com tribos beduínas do deserto, observando e registrando seus padrões de fala.

## Rivalidade entre Alasmai e Abu Ubaidá
Seu grande crítico, Abu Ubaidá, era membro do movimento Shu'ubiyya, um movimento cultural principalmente persa. Alasmai, como nacionalista árabe e defensor da língua árabe, rejeitava influências linguísticas e literárias estrangeiras.
Ibne Nadim cita um relato de Abu Ubaidá de que Alasmai afirmou que seu pai viajou em um cavalo de Salm ibn Qutaybah. Abu Ubaidá havia exclamado:
"Louvado seja Alá e graças a Alá, pois Alá é maior [do que Suas criaturas]. Aquele que se vangloria do que não possui é como uma pessoa que usa uma túnica falsa e, por Alá, o pai de Alasmai nunca possuiu nenhum animal além daquele que estava dentro de sua túnica!”
A referência de Ubaidá aqui ao pai de Alasmai parece estar relacionada à história contada por Ibne Calicane sobre o avô de Alasmai, Alī ibn Asmā, que havia perdido seus dedos como punição por roubo.
Um corolário da anedota de Ubaidá é relatado por Calicane, que uma vez al-Faḍl Ibn Rabī, o vizir do califa Harune Arraxide, trouxe seu cavalo e pediu tanto a Alasmai quanto a Abu Ubaidá (que havia escrito extensivamente sobre cavalos) para identificar cada parte de sua anatomia. Abu Ubaidá se desculpou do desafio, dizendo ser um especialista em cultura beduína, não um ferrador; quando Alasmai então pegou o cavalo pela crina, nomeou cada parte de seu corpo e, ao mesmo tempo, recitou os versos beduínos que autenticavam cada termo como próprio do léxico árabe, Al-Faḍl lhe recompensou com o cavalo. Depois disso, sempre que Alasmai visitava Ubaidá, ele montava em seu cavalo. Alasmai, era um solteirão perene e quando Yahya, um vizir barmécida do califa, o presenteou com uma escrava, a garota ficou tão repelida com a aparência de Alasmai, que Yahya a comprou de volta.
O xeique Abū Sa'īd relatou que Abū al-'Abbas al-Mubarrad havia dito que Alasmai e Abu Ubaidá eram iguais em poesia e retórica, mas onde Abu Ubaidá se destacava em genealogia, Alasmai se destacava em gramática — “Alasmai, [como] um rouxinol [os encantaria] com suas melodias”.
Alasmai morreu, com 88 anos, em Baçorá, c. 213/828–217/832, na companhia do poeta e satirista cego Abū al-‘Aynā’. Suas orações fúnebres foram feitas por seu sobrinho e poeta 'Abd al-Raḥmān: “A Alá pertencemos e a Ele retornamos.”

## Obras[i]
A grande obra de Alasmai, Asma'iyyat, é uma fonte primária única da poesia árabe primitiva, coletada e republicada na era moderna pelo orientalista alemão Wilhelm Ahlwardt. A tradução para o inglês de Al-Sayyid Muʻaẓẓam Ḥusain de poemas selecionados retirados tanto do Aṣma'īyyat quanto do Mufaddaliyyat — a maior fonte importante de poesia árabe pré-islâmica — está disponível on-line. A maioria das outras coleções existentes foi compilada pelos alunos de Alasmai com base nos princípios que ele ensinou.
Uma das obras mais famosas de Alasmai é o poema do século IX Sawt Safir al-Bulbul (صوت صفير البلبل), feito para desafiar o califa abássida. No entanto, os historiadores ainda discutem se ele era ou não o poeta.
Das obras em prosa de Alasmai listadas no al-Fihrist, cerca de meia dúzia ainda existe. Entre elas estão o Livro da Distinção, o Livro dos Animais Selvagens, o Livro do Cavalo e o Livro das Ovelhas, e Fuḥūlat al-Shu'arā, um trabalho pioneiro de crítica literária árabe.
- Disposição do Homem ou Humanidade (كتاب خلق الانسان) — Kitab Khalaq al-Insan
- Categorias (كتاب الاجناس)
- Al-Anwā’ (كتاب الانواء) – “Influência das estrelas no clima”[32]
- Marcação com o Hamza) (كتاب الهمز)
- Curto e Longo (كتاب المقصور والممدود)
- Distinção, ou de Animais Raros (كتاب الفرق) — Kitab al-Farq
- Atributos Eternos [de Deus] (كتاب الصفات)
- Portas[j] (كتاب الابواب) ou Mérito (كتاب الاثواب)
- Al-Maysir e al-Qidāḥ[k] (كتاب الميسى والقداح)
- Disposição do Cavalo (كتاب خلق الفرس)
- Cavalos (كتاب الخيل) - Kitāb al-Khail
- Camelos (كتاب الابل) - Kitāb al-Ibil
- Ovelhas (كتاب الشاء) - Kitāb al-Shā
- Tendas e casas (كتاب الاهبية والبيوت)
- Animais selvagens  (كتاب الوحوش) - Kitab al-Wuhush
- Tempos (كتاب الاوقات)
- Fa‘ala wa-Af‘ala [gram.]) (كتاب فعل وافعل)
- Provérbios (كتاب الامثال)
- Antônimos (كتاب الاضداد)
- Pronúncias/Dialetos (كتاب الالفاظ)
- Armas (كتاب السلاح)
- Idiomas/Vernáculos (كتاب اللغات)
- Etimologia (كتاب الاشتقاق)
- Palavras Raras (كتاب النوادر)
- Origens das Palavras (كتاب اصول الكلام)
- Mudança e Substituição [gram.] (كتاب القلب والابدال)
- A Península Arábica (كتاب جزيرة العرب)
- O Enunciado (كتاب الدلو)
- Migração (كتاب الرحل)
- O Significado da Poesia (كتاب معانى الشعر)
- Infinitivo/Substantivo Verbal (كتاب مصادر)
- Os Seis Poemas [l] (كتاب القسائد الست)
- Poemas de Rajaz (كتاب الاراجيز)
- Tamareira/Cerejeira (كتاب النحلة)
- Plantas e Árvores (كتاب النبات والشجر)[m]
- Imposto sobre a Terra (كتاب الخراج)
- Sinônimos (كتاب ما اتفق لفظه واختلف معناه)
- O Estranho no Hádice [n] (كتاب غريب الحديث نحو ماثتين ورقة رايتة بخط السكرى)
- A Sela, Freio, Cabresto e Ferradura de Cavalo[o] (كتاب السرج والنجام * والشوى والنعال)
- O Estranho no Hádice - palavras incultas (كتاب غريب الحديث والكلام الوحشى)
- Formas Raras do Árabe/Inflexões/Declinações (كتاب نوادر الاعراب)
- Águas dos Árabes (كتاب مياة العرب)
- Genealogia [p] (كتاب النسب)
- Sons Vocais [q] (كتاب الاصوات)
- Masculino e Feminino (كتاب المذكر والمؤنث)
- As Estações do Ano كتاب المواسم[r]

## Contribuição para a literatura árabe antiga
Alasmai fazia parte de um grupo de estudiosos que editaram e recitaram os poetas pré-islâmicos e islâmicos das tribos árabes até a era do Califado Abássida.
Ele memorizou milhares de versos de poesia rajaz e editou uma parte substancial do cânone dos poetas árabes, mas produziu pouca poesia própria. Foi criticado por negligenciar as “formas raras” (nawādir - نوادر) e pela falta de cuidado em suas abreviações.